# 久下景子
久下 景子（くげ けいこ、3月16日 - ）はフリーアナウンサー、ラジオパーソナリティ、ナレーター。大阪テレビタレントビューローに所属。

## 来歴・人物
兵庫県氷上郡出身。京都産業大学卒業。長年に渡り朝日放送の契約アナウンサーとして番組に出演。またラジオ関西で契約アナウンサーとしても活躍。現在も活躍中。

## 出演番組

### 現在
- 若き日の読書（ラジオ関西）

### 過去
- ABC
  - おはようパートナー[1]
  - ザ・シンフォニーホールアワー[1]
  - テレビ・ラジオのアナウンス業務
  - ABCラジオクロージングのナレーション（大淀局舎時代）

- MBS
  - グアムグアムリクエスト[1]

- ラジオ関西
  - 「但馬往来見聞録」
  - 歌声は風に乗って
  - アナウンス業務（主にニュース）

- FM大阪
  - 歌謡ファンクラブ[1]

## CM
- 東芝
- 三井生命

他

## イベント
- ACC全日本CMフェスティバル 司会

他